# Joker: Folie à Deux
Joker: Folie à Deux (conocida como Guasón 2: Folie à Deux en Hispanoamérica) es una película de suspenso musical estadounidense basada en Joker y Harley Quinn, personajes de DC Comics. Producida por DC Studios y distribuida por Warner Bros Pictures, se trata de una secuela de Joker (2019), dirigida de nuevo por Todd Phillips a partir de un guion de Scott Silver y Phillips, y está protagonizada por Joaquin Phoenix como el Joker junto a Lady Gaga como Harley Quinn.
Joker se concibió inicialmente como una película independiente, aunque Warner Bros. tenía la intención de lanzar una serie de películas de DC Black Label. En agosto de 2019, Phillips había expresado interés en hacer una secuela, aunque reiteró que Joker no estaba preparado para tener una. Phoenix insinuó la posibilidad de retomar su papel en octubre. La secuela entró oficialmente en desarrollo en junio de 2022, y Gaga y Zazie Beetz se unieron al proyecto más tarde ese año. La fotografía principal se llevó a cabo en Los Ángeles, Nueva York y Belleville, Nueva Jersey, desde diciembre de 2022 hasta abril de 2023. 
La película muestra a Arthur Fleck, ahora en Arkham, enfrentando un juicio por los asesinatos que cometió, mientras su abogada intenta probar que su alter ego, Joker, es el verdadero responsable. Durante su estadía, Arthur conoce a Harleen Quinzel, una paciente que admira su lado oscuro y lo sigue en una espiral de caos y traición. La historia explora el impacto de la identidad y el desmoronamiento de la psique, culminando en una lucha final por el control y la redención en medio de un Gotham siempre al borde del caos.
Joker: Folie à Deux fue estrenada en los Estados Unidos el 4 de octubre del 2024 por Warner Bros. Pictures. La película tuvo su estreno mundial en la 81.ª edición del Festival Internacional de Cine de Venecia 2024, donde compitió por el León de Oro.Junto a película se lanzó la banda sonora homónima con los 16 números musicales de la película, siendo la mayoría de ellos versiones de canciones preexistentes, además de contar con una canción original escrita por Lady Gaga. Paralelamente, el 27 de septiembre de 2024, Gaga lanzó un álbum complementario, llamado Harlequin (2024), en homenaje a la complejidad del personaje de Harley Quinn.
La película fue recibida negativamente por la crítica, que la consideró inferior a la original, y fue un fracaso de taquilla, recaudando 207,5 millones de dólares en todo el mundo frente a un presupuesto estimado de 190 a 200 millones. Recibió siete nominaciones a los Premios Golden Raspberry, ganando en las categorías de peor remake o secuela y peor pareja para Phoenix y Gaga.

## Argumento
En una secuencia animada inspirada en la serie de los Looney Tunes, el Joker es suplantado por su sombra, quien toma su lugar para interpretar su número musical en un programa de televisión y luego lo abandona en el escenario, antes de que lleguen tres policías y lo golpeen.
Arthur Fleck está bajo custodia en el Hospital Psiquiátrico de Arkham, a la espera de juicio por los crímenes que cometió dos años antes, especialmente por haber asesinado a Murray Franklin durante el programa de televisión de éste en vivo. Su abogada, Maryanne Stewart, planea argumentar que Arthur tiene trastorno de identidad disociativo y que su personalidad de "Joker" es la responsable de los crímenes. Durante una sesión de musicoterapia, realizada en otra parte del hospital, en el pabellón B, Arthur conoce a otra paciente, Harleen "Lee" Quinzel. Lee le confiesa a Arthur que creció en el mismo vecindario que él, tuvo un padre abusivo que murió en un accidente automovilístico, y fue internada después de incendiar el edificio de apartamentos de sus padres. Lee también expresa su admiración por los crímenes y la personalidad del Joker. Durante una proyección de la película The Band Wagon en el pabellón B, Lee provoca un incendio. Ella y Arthur son sorprendidos intentando escapar, y Arthur es colocado en confinamiento solitario. Lee lo visita para decirle que será liberada para evitar su influencia, pero promete asistir a su juicio, y tienen relaciones sexuales. Durante una entrevista con el presentador de televisión Paddy Meyers, Arthur le canta a Lee a través de la pantalla, profundizando su amor por él.
El día del juicio, el Fiscal de Distrito Adjunto Harvey Dent llama a testigos que desestiman las afirmaciones de Arthur sobre su locura. Durante un descanso, Maryanne revela que Lee en realidad era una estudiante de psiquiatría que creció en el Upper West Side, y que su padre, un médico, sigue vivo. Además, se internó voluntariamente en Arkham, se dio de alta por su cuenta y nunca quemó un edificio de apartamentos. Cuando Arthur confronta a Lee, ella confiesa que sus mentiras fueron un esfuerzo para acercarse a él, pero también le dice que está embarazada y que se ha mudado al antiguo edificio de apartamentos de Arthur para crear un hogar para ellos.
Al día siguiente en el juicio, Arthur despide a Maryanne y se representa a sí mismo. Después de llevar a su excompañero de trabajo Gary Puddles y a su vecina Sophie Dumond al estrado, Dent descansa su caso. Arthur, visiblemente afectado por el testimonio de Gary, no ofrece ninguna defensa, aunque durante su discurso se burla de los guardias de Arkham, llamándolos "gordos" y "estúpidos", e indicando que lo tratan mal. De vuelta en Arkham, es llevado a las duchas por el jefe de guardias Jackie Sullivan y dos guardias, donde es brutalmente golpeado antes de ser arrastrado a su celda parcialmente desnudo. Ricky, un recluso y amigo de Arthur, confronta verbalmente a los guardias, lo que resulta en que Jackie lo estrangule hasta matarlo. Al escuchar esto, Arthur recuerda las secuelas de sus primeros asesinatos como Joker. Durante su argumento final en la corte al día siguiente, un devastado Arthur renuncia a su personalidad de Joker, asumiendo la plena responsabilidad de sus acciones. Enfurecida por esto, Lee sale furiosa, y el jurado declara a Arthur culpable de asesinato en primer grado. Mientras el portavoz del jurado lee el veredicto, un coche bomba explota fuera del tribunal, matando e hiriendo a numerosos asistentes y dejando cicatrizada la mitad del rostro de Dent. En el caos, dos seguidores ayudan a Arthur a escapar.
Arthur deambula por Gotham y se encuentra con Lee fuera de su antiguo apartamento, pero ella lo rechaza por renunciar a su personalidad de Joker. Cuando Arthur le pregunta si al menos su embarazo es cierto, ella solo responde cantando el estribillo de "That's Entertainment". Mientras se va, la policía detiene a Arthur y lo devuelve a Arkham. Al día siguiente, le anuncian que alguien lo fue a visitar, pero antes de que Arthur pudiera llegar, un joven recluso se le acerca y comienza a contarle un chiste antes de apuñalarlo repetidamente en el abdomen. Mientras Arthur se desangra y muere, su agresor se talla una sonrisa en la cara mientras ríe histéricamente.

## Elenco
- Joaquin Phoenix como Arthur Fleck / Joker: un payaso de fiesta empobrecido, enfermo mental y comediante ignorado por la sociedad, cuya historia de abuso lo lleva a convertirse en un criminal nihilista caracterizado de payaso. La película profundiza más en la psique de Arthur, ya que su personalidad del Joker es un símbolo involuntario para las personas que le dan el amor que siempre deseó.[11]
- Lady Gaga como Harleen «Lee» Quinzel / Harley Quinn: una paciente del Hospital Estatal de Arkham que se obsesiona con Arthur y forma una relación romántica mortal con él.[12][13] Al describir a Lee, Phillips señaló que esta versión del personaje es manipuladora, amoral y "más realista", con la película ignorando deliberadamente gran parte de los manierismos y el estilo clásico del personaje para ajustarse al mundo creado en Joker (2019).[14] Gaga consideró a Lee como un "estudio de contradicciones", ya que su amor y obsesión por Arthur también es admiración y repulsión, siendo tanto sincera como deshonesta, muy peligrosa pero completamente pacífica. Gaga definió a Lee como una persona "muy no lineal", al igual que todos los involucrados en contar historias, y consideró que cuanto más real era Lee, más podía ser una contradicción.[15]
- Zazie Beetz como Sophie Dumond: una madre soltera a quien Arthur fantaseaba como su interés amoroso, pero en realidad solo se habían visto una vez.[16]
- Nick Cave aparece en la secuencia animada de apertura de la película como la voz cantante de la sombra del Joker.
- Brendan Gleeson como Jackie Sullivan, un guardia abusivo del Hospital Estatal de Arkham.
- Catherine Keener como Maryanne Stewart, la abogada de Arthur.
- Steve Coogan como Paddy Meyers, una personalidad televisiva popular que entrevista a Arthur en Arkham.
- Harry Lawtey como Harvey Dent / Dos Caras, el fiscal de distrito asistente recientemente elegido que planea llevar a Arthur ante la justicia por sus crímenes.  Dent está cínicamente dispuesto a llevar a Arthur a juicio para su propio beneficio.
- Ken Leung como el Dr. Victor Liu, un psicólogo que da su testimonio diagnosticando a Arthur en el juicio.
- Jacob Lofland como Ricky Meline, un recluso de Arkham que admira a Arthur.
- Bill Smitrovich como el juez Herman Rothwax, un juez que preside el juicio de Arthur.

Leigh Gill y Sharon Washington repiten sus papeles como Gary y la trabajadora social de Arthur, respectivamente.

## Producción

### Desarrollo

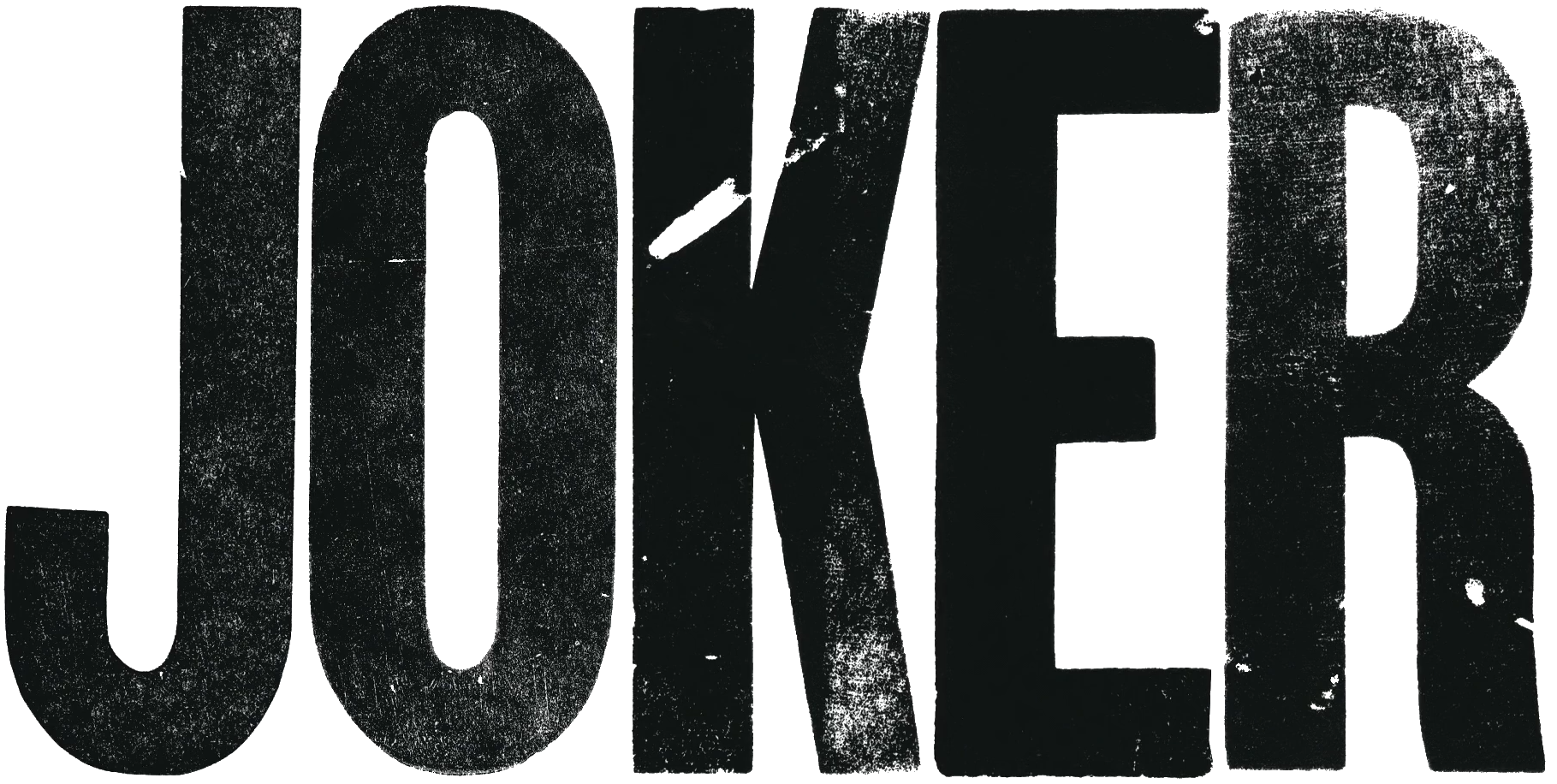
Originalmente Joker (2019) estaba destinada a ser una película independiente sin secuelas.

Joker (2019) estaba destinada a ser una película independiente sin secuelas, pero Warner Bros. tenía la intención de lanzar DC Black, una línea de películas basadas en DC Comics no relacionadas con la franquicia DC Extended Universe (DCEU) con temas más oscuros, material más experimental, similar al de la editorial de cómics DC Black Label. Si bien el director Todd Phillips dijo en agosto de 2019 que estaría interesado en hacer una secuela, dependiendo del desempeño de la película y si Phoenix estaba interesado, luego aclaró que «la película no está ambientada hasta [tener] una secuela. Siempre la presentamos como una sola película, y eso es todo».
En octubre de 2019, Phoenix habló con el periodista y crítico de cine de Rolling Stone Peter Travers sobre la posibilidad de retomar el papel de Arthur, centrándose en la pregunta de Travers a Phoenix si considera que Joker es el «papel de sus sueños». Phoenix declaró: «No puedo dejar de pensar en ello... si hay algo más que podamos hacer con Joker que pueda ser interesante» y concluyó: «No es nada que realmente quisiera hacer antes de trabajar en esto. No sé si hay [más por hacer]... Porque parecían infinitas las posibilidades de hacia dónde podemos llegar con el personaje». Recibió un pago de 20 millones de dólares por su participación.
En noviembre de 2019, The Hollywood Reporter informó que se estaba desarrollando una secuela, y supuestamente se esperaba que Phillips, Silver y Phoenix retomaran su trabajo. Sin embargo, Deadline Hollywood informó el mismo día que la historia de The Hollywood Reporter era falsa y que las negociaciones ni siquiera habían comenzado todavía. Phillips respondió a los informes diciendo que había discutido una secuela con Warner Bros. y que seguía siendo una posibilidad, pero que no estaba en desarrollo. Phillips también confirmó que The Batman (2022) no estaría ambientada en la misma continuidad que Joker. Durante una entrevista con Variety en el Festival Internacional de Cine de Palm Springs, Phillips expresó interés en una serie derivada (en inglés, spin-off) centrada en Batman, y dijo: «Es una Ciudad Gótica hermosa. Lo que me gustaría que alguien abordara es cómo se ve Batman desde esa Ciudad Gótica. No estoy diciendo que vaya a hacer eso. Lo que fue interesante para mí acerca de la inclusión de Batman en nuestra película fue '¿Qué tipo de Batman hace esa Ciudad Gótica?' Eso es todo lo que quise decir con eso». En junio de 2022, Phillips anunció que la secuela estaba en desarrollo, con un guion de él y Silver. También se reveló que la película se titularía Joker: Folie à Deux. En febrero de 2023, el director ejecutivo de DC Studios, James Gunn, confirmó que Folie à Deux sería un proyecto de DC Elseworlds, que tendría lugar fuera del Universo cinematográfico principal de DC (DCU).

### Reparto
Días después del anuncio oficial de la película, se anunció que Lady Gaga estaba en conversaciones para interpretar a Harley Quinn y que la película sería un musical. Gaga confirmaría su inclusión ese verano. Recibió 12 millones de dólares por su participación. En agosto del 2022, se informó que Zazie Beetz estaba en negociaciones para retomar su papel como Sophie Dumond en la película. Se confirmó que Beetz retomaría su papel el mes siguiente, junto con la incorporación al elenco de Brendan Gleeson, Catherine Keener y Jacob Lofland. Gleeson se unió al proyecto debido a su admiración tanto por la actuación «indeleble» de Phoenix en la primera película como por Gaga, pero admitió estar «un poco intimidado» en cuanto a lo que tenía que hacer para su papel. En octubre, Harry Lawtey se unió al elenco en lo que Deadline Hollywood informó como un «gran papel».

### Rodaje y posproducción

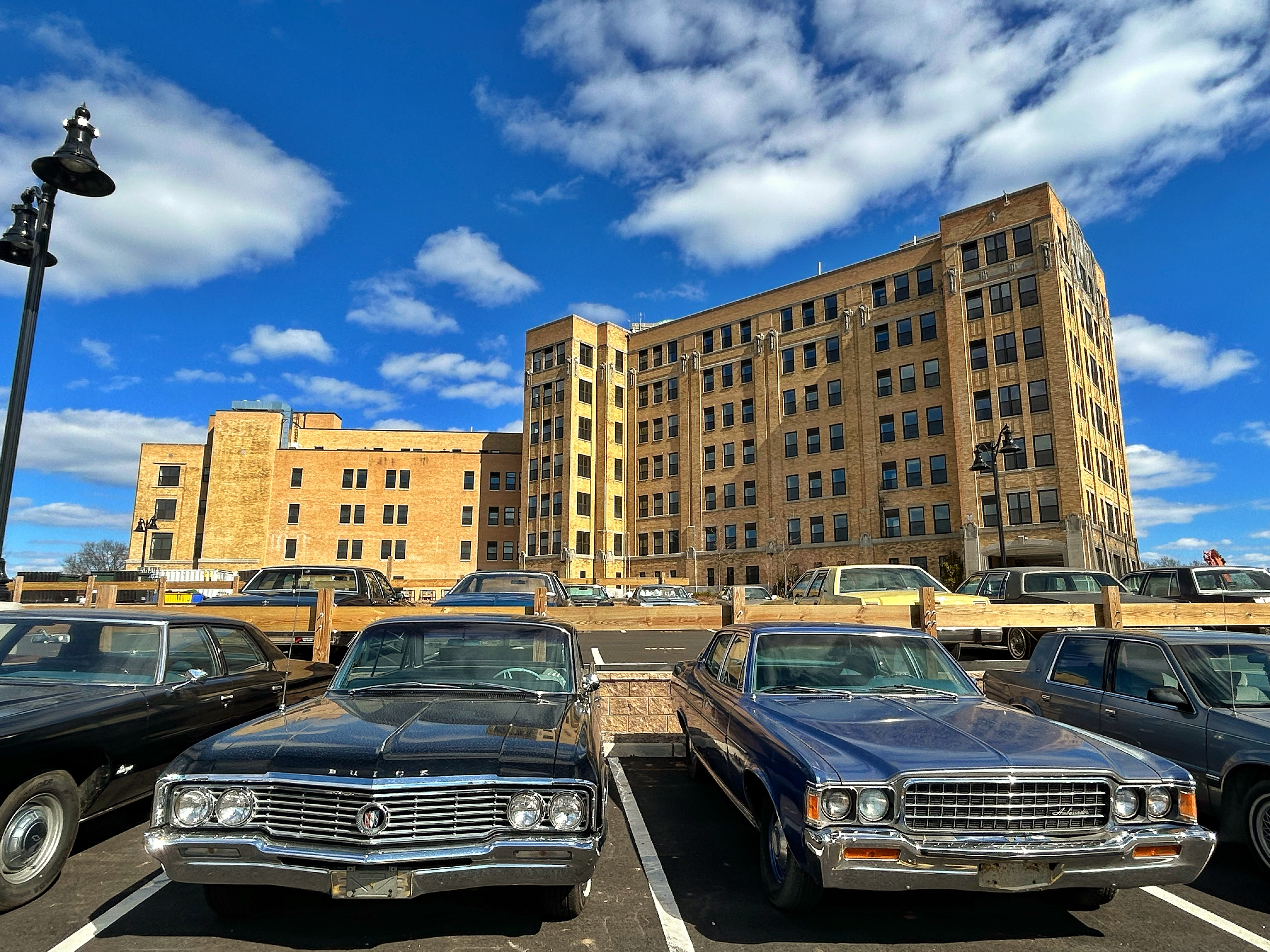
Las escenas del Manicomio Arkham se filmaron en un hospital abandonado del Aislamiento del Condado de Essex, Nueva Jersey.

La fotografía principal comenzó el 10 de diciembre de 2022, cuando Phillips lanzó un primer vistazo en su cuenta de Instagram y Lawrence Sher como director de fotografía. Sher había citado One from the Heart (1982), de Francis Ford Coppola, como fuente de inspiración visual para la película. La filmación exterior tuvo lugar en Los Ángeles y Nueva York en marzo de 2023. Lady Gaga había filmado escenas en las que una multitud de extras exigían el arresto del Joker afuera del tribunal del condado de Nueva York, lo que había llevado a algunas personas cercanas a confundirlo con el arresto de Donald Trump tras su primera acusación.
Las escenas del Asilo Arkham se filmaron en el abandonado Hospital de Aislamiento del Condado de Essex en Nueva Jersey. En abril de 2023, el rodaje tuvo lugar en «Joker Stairs», la escalera en West 167th Street en el Bronx que ocupó un lugar destacado en la primera película. La filmación concluyó oficialmente el 5 de abril de 2023. La película se filmó parcialmente con cámaras digitales con certificación IMAX.
En diciembre de 2023, Gunn reveló que trabajó en la película como consultor, revisando el material filmado y dando notas al respecto. Según se informa, la película tiene un presupuesto de 200 millones de dólares, un gran aumento con respecto al presupuesto de Joker de 60 millones de dólares. Industrial Light & Magic proporcionó los efectos visuales para la película.

## Música
Hildur Guðnadóttir compuso la banda sonora de la película, regresando tras haber trabajado en la primera entrega. La película incluye 16 números musicales, siendo la mayoría de ellos versiones de canciones preexistentes, además de contar con una canción original escrita por Lady Gaga, «Folie à Deux», además de lanzar un álbum complementario llamado Harlequin. Al respecto, la cantante declaró en una entrevista con Entertainment Weekly que se inspiró para componer a través de la complejidad del personaje de Harley Quinn, afirmando que «la idea fue hacer algo para celebrar la complejidad de una mujer que tiene peligro dentro de sí y, al mismo tiempo, dulzura». Por otro lado, en una entrevista con Rolling Stone afirmó que combinó su propio estilo vocal con una interpretación inspirada en la voz de Lee, ya que el personaje «usa una voz ingenua y casi infantil en algunas canciones mientras que en otras adopta un tono más nostálgico y suave». Al respecto, afirmó que tuvo que desaprender a cantar y a reducir su técnica para experimentar con nuevos estilos vocales, probando cómo sonaría el personaje en géneros como el jazz, el surf-punk y el vals, lo que «refleja la personalidad cambiante de Harley Quinn y su voz esquizofrénica». La banda sonora tuvo una buena recepción crítica, siendo descrita por la revista Rolling Stone como una «colección exuberante de clásicos de jazz».
Lista de canciones
| Joker: Folie à Deux (Music from the Motion Picture) |                                                                 |                                                                                     |                            |          |  |
| N.º                                                 | Título                                                          | Escritor(es)                                                                        | Intérprete                 | Duración |  |
| 1.                                                  | «Slap That Bass / Get Happy / What the World Needs Now Is Love» | Burt Bacharach, George Gershwin, Hal David, Harold Arlen, Ira Gershwin, Ted Koehler | Nick Cave                  | 3:16     |  |
| 2.                                                  | «For Once in My Life»                                           | Orlando Murden, Ron Miller                                                          | Joaquin Phoenix            | 2:49     |  |
| 3.                                                  | «If My Friends Could See Me Now»                                | Cy Coleman, Dorothy Fields                                                          | Lady Gaga, Joaquin Phoenix | 3:12     |  |
| 4.                                                  | «Folie à Deux»                                                  | Lady Gaga                                                                           | Lady Gaga                  | 1:44     |  |
| 5.                                                  | «Bewitched»                                                     | Lorenz Hart, Richard Rodgers                                                        | Lady Gaga, Joaquin Phoenix | 2:58     |  |
| 6.                                                  | «That's Entertainment»                                          | Arthur Schwartz, Howard Dietz                                                       | Lady Gaga                  | 1:40     |  |
| 7.                                                  | «When You're Smiling (The Whole World Smiles with You)»         | Joe Goodwin, Larry Shay, Mark Fisher                                                | Joaquin Phoenix            | 1:45     |  |
| 8.                                                  | «To Love Somebody»                                              | Barry Gibb, Robin Gibb                                                              | Lady Gaga, Joaquin Phoenix | 1:49     |  |
| 9.                                                  | «(They Long to Be) Close to You»                                | Bacharach, David                                                                    | Lady Gaga, Joaquin Phoenix | 2:48     |  |
| 10.                                                 | «The Joker»                                                     | Anthony Newley, Leslie Bricusse                                                     | Joaquin Phoenix            | 3:41     |  |
| 11.                                                 | «Gonna Build a Mountain»                                        | Newley, Bricusse                                                                    | Lady Gaga, Joaquin Phoenix | 3:18     |  |
| 12.                                                 | «I've Got the World on a String»                                | Arlen, Koehler                                                                      | Lady Gaga                  | 2:05     |  |
| 13.                                                 | «If You Go Away»                                                | Jacques Brel, Rod McKuen                                                            | Joaquin Phoenix            | 3:19     |  |
| 14.                                                 | «Gonna Build a Mountain (Reprise)»                              | Newley, Bricusse                                                                    | Joaquin Phoenix            | 1:52     |  |
| 15.                                                 | «That's Life»                                                   | Dean Kay, Kelly Gordon                                                              | Lady Gaga                  | 3:03     |  |
| 16.                                                 | «True Love Will Find You in the End»                            | Daniel Johnston                                                                     | Joaquin Phoenix            | 2:02     |  |
| 41:21                                               |                                                                 |                                                                                     |                            |          |  |

## Marketing
Un tráiler de la película fue lanzado el 10 de abril de 2024, mientras Warner Bros. presentaba una exhibición en el CinemaCon 2024, promovida por Phillips. Incluye la versión de Sammy Davis Jr. y Tom Jones de la canción "What the World Needs Now Is Love" (1965). Christi Carras de Los Angeles Times consideró que la presentación de la película como un musical seguía una tendencia en la que los estudios de cine parecían reacios a promocionar sus películas como musicales, citando Wonka (2023) y Mean Girls (2024) como ejemplos. Escribiendo para Variety, Rebecca Rubin calificó el metraje como "oscuro y áspero" y destacó la interpretación de Quinn como la "musa demente" de Fleck. Jeremy Fuster y Stephanie Kaloi de TheWrap describieron el tráiler como centrado en el "amor salvaje y destructivo" de Quinn y Fleck. El tráiler obtuvo 167 millones de visitas en 24 horas, siendo el estreno de tráiler más grande de Warner Bros. en ese momento, superando el del primer tráiler de Barbie (2023).
Phillips reveló durante una sesión de preguntas y respuestas con IGN que originalmente tenía la intención de filmar un tráiler para la película ficticia dentro del universo sobre la historia de Arthur Fleck mencionada en la película, confirmando que estaría protagonizada por Ethan Chase, el personaje de Justin Theroux de la primera película, habiendo planeado que Theroux retomara el papel para filmarlo. Los planes para el tráiler se cancelaron debido a la falta de tiempo.

## Estreno
Joker: Folie à Deux tuvo su estreno mundial en la 81.ª edición del Festival Internacional de Cine de Venecia, el 4 de septiembre de 2024, donde además recibió la nominación a mejor película. Los insiders de Warner Bros. afirman que el estudio no quería estrenar la película en ese festival como lo hicieron en 2019 con Joker, pero Phillips insistió hasta que aceptaron, aunque un portavoz dijo que Warner apoyaba completamente la decisión de proyectar la película en Venecia.
La película fue estrenada en cines en los Estados Unidos el 4 de octubre de 2024 por Warner Bros. Pictures. En su presentación en CineEurope 2024, Warner Bros. anunció que la película se lanzaría en el extranjero el 2 de octubre de 2024, dos días antes del estreno nacional. La película fue proyectada en pantallas IMAX, cuando Megalopolis (2024) liberó estas pantallas una semana después de su propio estreno. Siguiendo el éxito de Oppenheimer (2023) y Dune: Part Two (2024) en ese formato, Joker: Folie à Deux se estrenó en formato de película IMAX de 70 mm con perforación de 15 a nivel mundial en once salas. La película también fue proyectada en pantallas IMAX de 70 mm en cines seleccionados.

## Recepción

### Taquilla
Hasta el 20 de noviembre de 2024, Joker: Folie à Deux ha recaudado $58,3 millones en los Estados Unidos y Canadá, y $149,2 millones en otros territorios, para un total mundial de $207,5 millones. Variety estimó que la película necesitaría recaudar $450 millones para recuperar su inversión.
Cinco semanas antes de su estreno, Boxoffice Pro proyectó que la película recaudaría "fácilmente" al menos $100 millones en su fin de semana de estreno en los Estados Unidos y superaría el debut de su predecesora, que fue de $96,2 millones, con estimaciones de $115-145 millones, a pesar de recibir críticas mixtas en Venecia como su predecesora. Dos semanas después, las proyecciones cayeron a $70 millones, y en la semana de su estreno, las estimaciones bajaron a $55-60 millones. Después de ganar $20 millones en su primer día, incluidas las estimaciones de $7 millones de las vistas previas del jueves por la noche, las proyecciones cayeron nuevamente a $45 millones para el fin de semana. Finalmente, debutó con $37,7 millones en 4.102 cines, liderando la taquilla pero quedando por debajo de las expectativas. Deadline Hollywood atribuyó el rendimiento a los fanáticos del original que no deseaban ver un musical.
Jeff Goldstein, presidente a cargo de la distribución doméstica del estudio en cines, reconoció el rendimiento de la secuela en un artículo del Wall Street Journal, mencionando que la secuela era una "inmersión más profunda en la enfermedad mental" y sugirió que algunos de los miembros principales de la audiencia (particularmente hombres) luchaban por conectarse con la nueva dirección del personaje de Lee." El analista financiero de Wall Street Dan Ives calificó a la película como una "mancha negra" para Warner Bros. en un momento clave, con la industria esperando que la película fuera un éxito. Variety también atribuyó el bajo rendimiento de la película a la falta de participación de Bradley Cooper con sus instintos comerciales, a diferencia de su predecesora, ya que Cooper disolvió su sociedad de producción con Phillips en 2021.

### Respuesta de la crítica
En el sitio web agregador de reseñas Rotten Tomatoes, el 32% de las 354 reseñas de los críticos profesionales son positivas pero la gran mayoría es muy negativa, con una calificación promedio de 5,2/10. El consenso del sitio web indica: "El epónimo Joker de Joaquin Phoenix sube al estrado en una secuela que baila de un lado a otro mientras la historia permanece estática, aunque la energía impredecible de Lady Gaga le da a Folie á Deux algo de brío". En su página en español Tomatazos el 42% de las reseñas de los críticos profesionales es positivas y en su mayoría negativas. El consenso de críticos indica: "Joker 2: Folie À Deux no justifica su existencia como secuela, imitando el tono deprimente de la original sin tener nada nuevo para decir. A pesar de la presencia de Lady Gaga y el excelente desempeño de Phoenix, sus números musicales y narrativa forzada resultan tediosos y poco memorables". Metacritic, que utiliza un promedio ponderado, le asignó a la película una puntuación de 48 sobre 100, basada en 45 críticas, lo que indica reseñas "mixtas o promedio".
En su reseña de la película con calificación de 3 estrellas de 5 para The Guardian, Peter Bradshaw elogió la apertura, el elenco de apoyo y la "chispa real" en el primer encuentro entre los dos protagonistas, pero afirmó que "toda la película finalmente resulta ser opresiva, claustrofóbica y repetidamente calmada en esa cárcel del universo Gotham extrañamente irreal con Phoenix y Gaga separados por largos períodos"; la misma reseña encontró que "la propia actuación de Phoenix es tan monótona como antes, aunque ciertamente tan contundente y su presencia en pantalla es potente" y señaló que Gaga "aporta una malicia astuta y manipuladora" a su personaje. En una reseña mixta para KQED, Jack Coyle escribió: "Por muy loables que puedan ser las intenciones de Folie à Deux, parece estar estancada en el pasado de manera reflexiva pero cansadora". En una reseña negativa de Luke Goodsell para ABC él insistió: "Que Joker fue concebida como una película autónoma es evidente en la nueva secuela, Folie À Deux (eso significa 'locura para dos', la próxima vez que pidas algo en un restaurante francés), un drama judicial cuasi musical que tiene poco interés en avanzar en cualquier tipo de historia. De hecho, es incluso más deliberadamente obtusa y anti-complacente al público que su predecesora".
USA Today informó que las reseñas negativas "argumentaron que los números musicales son decepcionantes y que los talentos de Gaga no están bien utilizados". David Ehrlich de IndieWire le dio una reseña mordaz, denominando a la película "mala" y "plana". Justin Clark de Slant Magazine le dio a la película una puntuación de uno sobre cuatro, explicando que "el intento de Folie à Deux por mostrar inteligencia, brío o compromiso se ve cruelmente sumergido por una dirección seria, una trama emocional de mala calidad, una alegre sensación de crueldad y un nihilismo grave que hace que el trabajo de Zack Snyder parezca una temporada de Bluey". David Rooney, de The Hollywood Reporter, encontró a la película como algo "frustrante", con su trama "un poco pobre y aburrida por momentos" y se mostró en desacuerdo con cómo la película "prácticamente lo neutraliza [al Joker]" y "reduce al archienemigo a un producto ahuecado del trauma infantil y la enfermedad mental". Owen Gleiberman de Variety también criticó su trama holgada, considerándola "demasiado cautelosa" y carente de ejecución, mientras que cuestionó el uso mínimo de Gaga, señalando que su "encantadora presencia espontánea" en la película "está drásticamente infrautilizada. Su Lee nunca llega a tomar vuelo". Rafa Sales Ross de The Playlist y Robbie Collin de The Daily Telegraph se hicieron eco de pensamientos similares sobre el uso de Gaga, mientras que el primero disfrutó de Phoenix "en un giro mucho más contenido, un cambio bienvenido para aquellos que se sintieron desanimados por las constantes y molestas carcajadas fuertes que impregnaron gran parte de la entrega anterior". Por su parte, Nicholas Barber de la BBC News opina que la película se hace "tediosa y decepcionante" por centrarse en la historia personal de Arthur Fleck en lugar de mostrarlo como el villano clásico, con gran parte de la trama en el asilo Arkham y un tribunal, además de afirmar que el director no quiere "correr ningún riesgo en desmitificar al Joker", presentándolo como un personaje pasivo y egocéntrico, lo que resulta en una película más pesada que entretenida.

### Premios y nominaciones
| Premio                                                  | Categoría      | Nominados           | Resultado | Ref           |
| ------------------------------------------------------- | -------------- | ------------------- | --------- | ------------- |
| León de Oro (Festival Internacional de Cine de Venecia) | Mejor película | Joker: Folie à Deux | Nominado  | [ 89 ] [ 66 ] |